# Cantone di Noirmoutier-en-l'Île
Il Cantone di Noirmoutier-en-l'Île era una divisione amministrativa dell'arrondissement di Les Sables-d'Olonne.
È stato soppresso a seguito della riforma complessiva dei cantoni del 2014, che è entrata in vigore con le elezioni dipartimentali del 2015.
Comprendeva i comuni di:
- Barbâtre
- L'Épine
- La Guérinière
- Noirmoutier-en-l'Île